# Geneviève Aubrun Jaillette
 (juin 2025).
Motif : l'utilisateur qui a apposé ce bandeau n'a pas précisé le motif de la pose.
- Archive Wikiwix
- Bing
- Cairn
- DuckDuckGo
- E. Universalis
- Gallica
- Google
- G. Books
- G. News
- G. Scholar
- Persée
- Qwant
- (zh) Baidu
- (ru) Yandex
- (wd) trouver des œuvres sur Wikidata

| 1. | Préciser le motif de la pose du bandeau. | Précisez le motif de la pose du bandeau en utilisant la syntaxe suivante : {{admissibilité à vérifier\|date=juillet 2025\|motif=remplacez ce texte par le motif}}                               |
| 2. | Informer les utilisateurs concernés.     | Pensez à avertir le créateur de l'article, par exemple, en insérant le code ci-dessous sur sa page de discussion : {{subst:avertissement admissibilité à vérifier\|Geneviève Aubrun Jaillette}} |

 (juin 2025).
Si vous disposez d'ouvrages ou d'articles de référence ou si vous connaissez des sites web de qualité traitant du thème abordé ici, merci de compléter l'article en donnant les références utiles à sa vérifiabilité et en les liant à la section « Notes et références ».
Geneviève Amélie Aubrun, épouse Jaillette, est née le 10 juin 1892 à Boulogne-sur-Mer (Hauts-de-France). Elle est la fille de Philippe Aubrun, inspecteur des écoles primaires et de Marie Louise Monvion. Elle se marie le 4 octobre 1946 à Boulogne-sur-Mer avec François Jaillette. Elle est morte le 30 avril 1970 à Boulogne-sur-Mer. Elle est la première femme médecin à Boulogne-sur-Mer. Elle s'investit de façon active dans la Résistance. Elle est aussi candidate aux élections législatives de 1956.

## Biographie

### Ses études de médecine
Elle commence ses études supérieures à la Faculté des sciences. En 1912 elle obtient un certificat d'études physiques, chimiques et naturelles et en 1913 le baccalauréat. Elle débute ses études de médecine à Lille en 1913. À la fin de l'année 1916, à cause de la guerre, elle part à Paris pour y finir ses études. Elle y soutient sa thèse et obtient son doctorat en 1919. En 1920, elle s'installe au 20 rue Dutertre, dans sa ville natale, où elle exerce aux côtés de ses 28 collègues masculins,.

### La résistance
Lors de la Première Guerre mondiale, dans Lille occupée, Geneviève Aubrun participe à la distribution de l’Oiseau de France, journal clandestin de la Résistance.
Lors de la Seconde Guerre mondiale, elle s'engage aussi dans la résistance.
Elle fait partie du groupe « Patrie » de mai 1940 à septembre 1944. Elle donne ses soins à tous, militaires français et Alliés, fait de l’espionnage et de la propagande anti-allemande, distribue de nombreux certificats médicaux. Elle est restée en possession de son poste de T.S.F. et propage des nouvelles reçues par radio, elle distribue des tracts et journaux clandestins. Elle porte secours aux réfractaires, aux prisonniers et parachutistes alliés et favorise leur évacuation.
Arrêtée le 17 avril par la Marine Küstenpolizei, elle est détenue à la prison de l'enclos de l'évêché (à Boulogne-sur-Mer) puis transférée à Loos le 24 Juin 1944. Elle y continue son rôle, encourage ses codétenues à résister et relève le moral de tous. Elle est libérée par les Alliés le 14 septembre 1944.

### Son travail de médecin après la guerre
Elle exerce à Boulogne-sur-Mer pendant plus de 47 ans. Elle n'hésite pas à se rendre à tout moment auprès de ses malades pour leur apporter aussi bien un réconfort moral que des soins.
Diplômée de puériculture et de médecine infantile, elle a plus particulièrement orienté ses activités vers la protection maternelle et infantile ainsi qu’à l’hygiène sociale.
Souhaitant aider les mères à résoudre les problèmes importants et délicats d’hygiène et d’alimentation dans la première année de la vie, elle s'attache tout au long de sa carrière à abaisser le taux de mortalité infantile. Engagée, elle œuvre au sein de la Croix Rouge boulonnaise où elle a en charge la consultation des nourrissons, et est responsable de la médecine scolaire au collège Angellier. Elle prend sa retraite en 1967.

### Son engagement politique
Geneviève Aubrun Jaillette s’engage aussi en politique. Elle occupe la tête de liste MRP (Mouvement républicain populaire) aux élections municipales à Boulogne-sur-Mer en 1945.
Face à Henri Henneguelle, elle réussit à obtenir 45,6% de voix au second tour avec la Liste d’union présentée par le Centre national des républicains sociaux et par le Parti républicain paysan dans la 1ère circonscription du Pas-de-Calais (Boulogne, Montreuil, Saint-Omer).

## Hommages
Elle a reçu différents hommages et récompenses :
- Chevalier de la Légion d'honneur en qualité de docteur en médecine (décret du 30/12/1966)
- Chevalière de l'ordre des Palmes académiques (janvier 1964)[6]
- Croix d'honneur franco-britannique (1946)
- Diplôme de reconnaissance de la RAF (1946)[6]
- Médaille d'honneur pour acte de courage et de dévouement, or (1945)
- Médaille d'argent de la Croix-Rouge française (1914-1918)